# Іосіпос Місіодакас
Іосіпос Місіодакас (грец. Ιώσηπος Μοισιόδακας), також Іосіпос Місіодакс (грец. Ιώσηπος Μοισιόδαξ, 1730, Чернаводе — 1800, Бухарест) — грецький філософ 18 століття, діяч Новогрецького Просвітництва.

## Біографічні відомості
Іосіпос Місіодакас народився в місті Чернаводе в Західній Добруджі, в той час частині Османської імперії. Мирське ім'я — Іоанніс, ім'я «Йосип» прийняв із монашим постригом. Деякі автори висувають гіпотезу про румунське походження на основі етимології прізвища: Місіодакас — із даків у Мезії, однак його грецьке походження остаточно доведене на основі багатьох історичних джерел, і сам він себе називає греком.
Мало що відомо про юність Місіодакаса. Імовірно, він здобув початкову освіту у грецького священника у Валахії і Фракії. В період 1753—1754 років навчався у грецьких школах в Салоніках і Смірні, де перебував під впливом нео-аристотелізму. В 1754—1755 роках навчався в Афонській академії, якою тоді керував Євгеній Булгаріс, інший видатний предстаник Новогрецького Просвітництва. Між 1759 і 1762 роком Місіодакас навчався у Падуанському університеті під керівництвом Джованні Полені. У цей період він також був висвячений в сан диякона.
1765 року, під час правління Григорія III Гіки, Місіодакас став директором Княжої академії в Яссах та одночасно її професором філософії. На його філософське вчення значний вплив справив Джон Локк, саме через конфлікт власних переконань із традиційною педагогікою був вимушений залишити посаду 1766 року. Того самого року важко захворів, можливо, на туберкульоз, вирушив до Валахії. Оговтавшись від хвороби, він повертається до Ясс і знову працює в академії. Однак вдруге мав подати у відставку всього за кілька місяців через опір бояр його системі навчання.
Тоді Іосіпос Місіодакас вирушив у Брашов (1777), згодом до Відня, де він опублікував свою найважливішу роботу Апологію. 1797 року він на короткий час став професором філософії у Княжій академії Бухареста. Помер у Бухаресті 1800 року.

## «Апологія» Місіодакаса
«Апологія» Місіодакаса (1780) примітна з усякого погляду. Серед іншого, це також одна з перших пам'яток новогрецької літератури. Однак найбільше значення полягає в концепції «звучання філософії», запропонованої там. Це фактично натурфілософія, на відміну від нео-аристотелізму Теофілоса Корідаллеуса, який на той час викладався по всьому грецькомовному світі. Також Місіодакас захоплювався ідеями Декарта, Галілея, Вольфа, Локка, але більше за інших він захоплювався Ньютоном.
Іосіпос Місіодакас був переконаний, що пізнання філософської дімки має починатися з вивчення математики, і що насправді добра філософія — математична філософія. Крім того, Місіодакас викреслив аристотелівську логіку зі своїх навчальних програм, замінивши його теорії пізнання. Він пропонував замінити вивчення давньогрецької філософії на новогрецьку, аби підвищити якість навчання.

## Вибрані роботи
- Ηθική Φιλοσοφία, 1761
- Περί Παίδων Αγωγής ή Παιδαγωγία, 1779
- Aπολογία, 1780
- Θεωρία της Γεωγραφίας, 1781
- Σημειώσεις Φυσιολογικαί, 1784

Неопубліковані роботи
- Οδοί Φυσικής
- Επιτομή Αστρονομίας κατά τους Νεωτέρους